# Krzysztof Sobieski
Krzysztof Sobieski (ur. 25 lipca 1950 w Wiskitkach) – polski piłkarz, bramkarz.
Jest wychowankiem Pogoni Wiskitki. Później był zawodnikiem warszawskiego Ursusa, w 1976 trafił do Legii. W klubie tym spędził 5 lat, zwyciężał w dwóch edycjach Pucharu Polski (1980, 1981). Później występował w klubach: Pittsburgh Spirit, Cleveland Force i Dallas Sidekicks.
W reprezentacji Polski wystąpił dwukrotnie. Debiutował 10 czerwca 1977 w meczu z Peru. Drugi raz zagrał kilka dni później, w spotkaniu z Brazylią zastąpił w bramce Jana Tomaszewskiego.